# Cándido López
Cándido López  (Buenos Aires, 29 de agosto de 1840 - Baradero, 31 de dezembro de 1902) foi um pintor argentino, classificado como integrante da naïf, que se tornou célebre por seus quadros históricos sobre a Guerra da Tríplice Aliança.

## Biografia
Cándido López nasceu no seio de uma família crioula, em pleno império do governo ditatorial de Juan Manuel Rosas. Demonstrando queda pelas artes, estudou com professores portenho e italianos – Carlos Descalzo, Baldassarre Verazzi, Ignacio Manzoni – em uma época em que a pintura era pouco praticada na cidade-porto.  Ainda jovem, em anos de luta entre unitários portenhos e federalistas provinciais, ensaiou-se como pintor-retratista e fotógrafo-retratista daguerreótipo], nas províncias de Buenos Aires e Santa Fé. Em 1862, com 22 anos, concluiu retrato do vencedor da Batalha de Pavón, hoje exposto no Museu Mitre, Retrato del general Mitre. 
Em 1865, galvanizado pelo furor patriótico que se abateu principalmente sobre os adeptos do unitarismo quando da conquista de Corrientes pelos exércitos paraguaios, integrou como voluntário o batalhão de infantaria de San Nicolás que partiu para o norte sob o comando máximo do general Wanceslao Paunero. A decisão não constituía rompimento com a pintura, já que o jovem tenente levava consigo o material necessário para realizar seu objetivo de fixar cenas daquele conflito,  que certamente também esperava ser curto. Dos oitocentos que marcharam para o combate, voltaram, cinco anos mais tarde, apenas 83, em boa parte estropiados, como no caso de Candido López.
O jovem tenente aproveitou a longa marcha através das províncias de Entre Ríos e Corrientes para desenhar, com grafite sobre folha de papel de 14 por 42 cm., esboços da marcha do exército nacional argentino. A seguir, participaria dos principais acontecimentos e batalhas da guerra – batalha de Yatay, rendição de Uruguaiana; batalha do Passo de la Pátria; batalha de Itapirú; etc. destacando o registro a lápis de quadros gerais não bélico das forças argentinas e aliancistas – travessias de rios e arroios, acampamentos militares, embarque de tropas, faenas militares, invernadas de gado, fortalezas inimigas conquistadas, navios aliancistas sobre o rio Paraná, Paraguai etc. –, cenas sobre as quais podia realizar tranquilamente seus croquis. Apenas dezoito quadros referem-se a batalhas.  
Em 22 de setembro de 1866, o ataque aliancista às defesas paraguaias de Curupayty resultou em um enorme desastre, com milhares de soldados argentinos, imperiais e orientais mortos e feridos.  As tropas mitristas foram praticamente dizimadas. Diante das trincheiras paraguaias, Candido López foi ferido gravemente na mão direita. Conta a tradição que, talvez sob choque, o jovem tenente seguira ainda avançando em direção da trincheira inimiga, já sem arma, com a mão ferida levantada. 
Retirado do campo de batalha, Candido López recebeu o tratamento precário habitual, certamente ainda mais deficiente pelo enorme número de feridos que resultara o malogrado assalto.  Com a ferida gangrenada, foi submetido, por dois anos, a diversas operações, entre elas a derradeira, praticada já em Buenos Aires, que lhe amputou o braço direito acima do cotovelo. Em 12 de fevereiro de 1867, recebeu baixa, com dois terços do soldo magro de tenente. Seria, desde então, conhecido pelo apelido de “El manco de Curupayty”.
Em 1872, Candido López casou-se com Emilia Magallanes, com quem teve doze filhos. Apenas recuperado, iniciou longo processo de reeducação para voltar a pintar com sua mão esquerda. Além de alguns retratos e naturezas mortas, de mais fácil escoamento mercantil, Candido López dedicando-se obsessivamente, por trinta anos, a pintar sobre tela as cenas esboçadas anos antes, nos campos de batalha.
Em 1885, Candido López expôs 29 quadros [40 por 104 cm.] nos salões do Club Gimnasia y Esgrima de Buenos Aires, sob o patrocínio do Centro Industrial Argentino, em uma operação voltada à venda ao Estado da seqüência de obras, apoiadas por antigos altos oficiais combatestes, entre outros, o general José Garmendia. A operação obteve êxito com a compra do conjunto, em 22 de setembro de 1887, pela módica soma de onze mil pesos, devido a lei votada pelo congresso nacional, hoje depositado no Museo Histórico Nacional, em Buenos Aires. 
Na exposição, o próprio artista apresentou seu trabalho como obras “sem pretensões artísticas”, voltadas ao registro da luta patriótica do exército argentino, com “escrupulosa severidad histórica”.  Em 1887, quando propôs ao governo a compra dos quadros por vinte mil pesos, referiu-se a eles no mesmo tom: “No serán por cierto una obra maestra de pintura; pero son la verdad de los hechos y de los detalles, salvados del tiempo, para servicio de la Historia y honor de mi Patria.  Hechos con patriotismo y desinterés durante nuevo años de labor; yo los habría donado a un museo de la República; pero mi sobreviene la pobreza y estoy agobiado por las responsabilidades de una familia numerosa, con el brazo derecho menos, perdido en el campo de batalla”.
 
A crítica recebeu os trabalhos com a benevolência merecida por um patriótico soldado-pintor, mutilado de guerra. Na época e por décadas, não houve condições para uma análise menos preconceituosa da obra de Candido López que não se enquadrava aos ditames academicistas. A venda ensejou que, a partir de 1891, o pintou seguisse avante seu projeto, concluindo no total  52 quadros dos setenta que, segundo parece, faziam parte de seu projeto geral Na segunda fase, serviu-se de telas de 50 por 150 cm.  Fizeram parte desta segunda série os quadros referentes à batalha de Curupayty.
Candido López morreu em 31 de dezembro de 1902 e seu corpo encontra-se enterrado no Panteón de Guerreros del Paraguay, no Cemitério da Recoleta, em Buenos Aires.